# كارل دبليو. هوفمان
كارل دبليو. هوفمان (بالإنجليزية: Karl W. Hofmann)‏ هو دبلوماسي أمريكي، ولد في 6 أبريل 1961 في ريدوود في الولايات المتحدة.